# Bonneval-sur-Arc
Bonneval-sur-Arc é uma comunidade francesa, localizado no departamento de Saboia, na região de Auvérnia-Ródano-Alpes (Rhone-Alpes).
Pertence à rede das As mais belas aldeias de França.